# Noorwegen op het Eurovisiesongfestival 1986
Noorwegen nam deel aan het Eurovisiesongfestival 1986 in Bergen (Noorwegen). Het was de 26ste keer dat Noorwegen deelnam aan het Eurovisiesongfestival. NRK was verantwoordelijk voor de Noorse bijdrage voor de editie van 1986.

## Selectie procedure
Melodi Grand Prix 1986 was de televisieshow waarin de Noorse kandidaat werd gekozen voor het Eurovisiesongfestival 1986.
De MGP werd georganiseerd in de Stavanger Forum, te Stavanger. Tien liedjes deden mee in deze finale. De winnaar werd verkozen door 7 regionale jury's.
| Volgorde | Artiest                | Lied                  | Regio's | Studio publiek | Persjury | Olieplatform | Punten | Plaats |
| -------- | ---------------------- | --------------------- | ------- | -------------- | -------- | ------------ | ------ | ------ |
| 1        | Susanne Fuhr           | "Hollywood"           | 18      | 5              | 1        | 3            | 27     | 8ste   |
| 2        | Ketil Stokkan          | "Romeo"               | 44      | 10             | 10       | 6            | 70     | 1ste   |
| 3        | Creation               | "Ny tid"              | 25      | 6              | 7        | 4            | 42     | 5de    |
| 4        | Frank Aleksandersen    | "Stille før stormen"  | 16      | 2              | 4        | 8            | 30     | 7de    |
| 5        | Anne Marie Giørtz      | "Tilbake"             | 13      | 4              | 3        | 2            | 22     | 10de   |
| 6        | Jørn Hoel and Band     | "Inkululeko"          | 30      | 12             | 12       | 5            | 59     | 2de    |
| 7        | Claudia Scott and Band | "Rock 'n' roll band"  | 22      | 1              | 8        | 7            | 38     | 6de    |
| 8        | Alex and Band          | "Fri"                 | 20      | 3              | 2        | 1            | 26     | 9de    |
| 9        | Mia Gundersen          | "Jeg vet hva jeg vil" | 22      | 8              | 5        | 10           | 45     | 4de    |
| 10       | Nina Askeland          | "Boulevard"           | 22      | 7              | 6        | 12           | 47     | 3de    |

## In Bergen
In Noorwegen moest het thuisland optreden als vierde, net na Frankrijk en voor Verenigd Koninkrijk. Na de stemming bleek dat Noorwegen de 12de plaats had gegrepen met 44 punten.
België had 5 punten over voor de Noorse inzending en Nederland 2 punten.

### Gekregen punten

#### Finale
| 12 punten             | 10 punten             | 8 punten | 7 punten    | 6 punten                                     |
| --------------------- | --------------------- | -------- | ----------- | -------------------------------------------- |
|                       |                       |          |             | - Cyprus - Duitsland - Ierland - Zwitserland |
| 5 punten              | 4 punten              | 3 punten | 2 punten    | 1 punt                                       |
| - België - Denemarken | - Frankrijk - IJsland |          | - Nederland |                                              |

### Punten gegeven door Noorwegen

#### Finale
Punten gegeven in de finale:
| 12 punten | Luxemburg           |
| 10 punten | Denemarken          |
| 8 punten  | België              |
| 7 punten  | Zweden              |
| 6 punten  | Verenigd Koninkrijk |
| 5 punten  | Zwitserland         |
| 4 punten  | Portugal            |
| 3 punten  | Frankrijk           |
| 2 punten  | Ierland             |
| 1 punt    | Israël              |

1960 · 1961 · 1962 · 1963 · 1964 · 1965 · 1966 · 1967 · 1968 · 1969 · 1970 · 1971 · 1972 · 1973 · 1974 · 1975 · 1976 · 1977 · 1978 · 1979 · 1980 · 1981 · 1982 · 1983 · 1984 · 1985 · 1986 · 1987 · 1988 · 1989 · 1990 · 1991 · 1992 · 1993 · 1994 · 1995 · 1996 · 1997 · 1998 · 1999 · 2000 · 2001 · 2002 · 2003 · 2004 · 2005 · 2006 · 2007 · 2008 · 2009 · 2010 · 2011 · 2012 · 2013 · 2014 · 2015 · 2016 · 2017 · 2018 · 2019 · 2020 · 2021 · 2022 · 2023 · 2024 · 2025